# Akmena Lacus
L'Akmena Lacus è una struttura geologica della superficie di Titano.